# Hockey sobre hierba en los Juegos Olímpicos de Los Ángeles 2028
El hockey sobre hierba en los Juegos Olímpicos de Los Ángeles 2028 se realizará en el Dignity Health Sports Park de Carson en julio de 2028.
Serán disputados en este deporte dos torneos diferentes, el masculino y el femenino.